# 阿列河畔贝赛
阿列河畔贝赛（法語：Bessay-sur-Allier，法語發音：[bɛsɛ syʁ alje]）是法国阿列省的一个市镇，位于该省中部略偏东，阿列河右岸，属于穆兰区。

## 地理
阿列河畔贝赛（46°26'31"N, 3°21'45"E）面积34.6 平方千米，位于法国奥弗涅-罗讷-阿尔卑斯大区阿列省，该省份为法国中部省份，北起涅夫勒省、西北接谢尔省，西南至克勒兹省，南至多姆山省，东南临卢瓦尔省，东临索恩-卢瓦尔省。
与阿列河畔贝赛接壤的市镇（或旧市镇、城区）包括：舍米伊、欧特里沃堡、古伊斯、讷伊勒雷阿勒、圣热朗德沃、阿列河畔土伦。

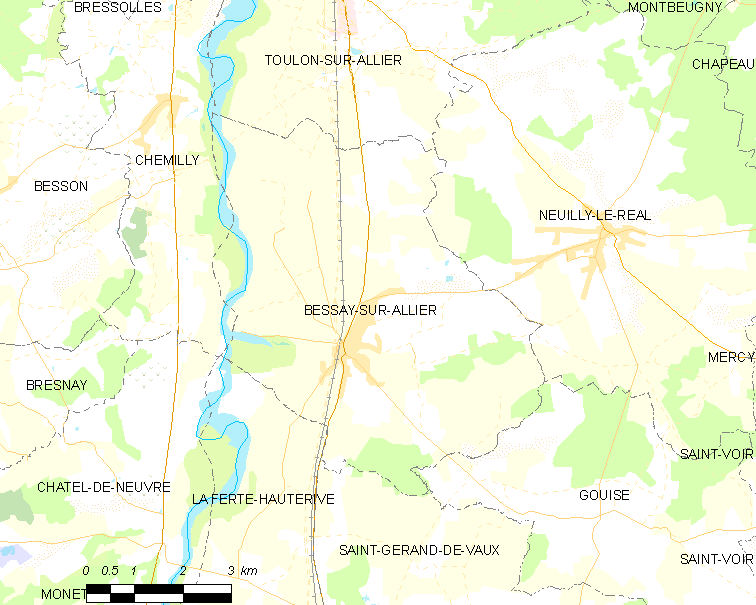
阿列河畔贝赛的OSM定位图

阿列河畔贝赛的时区为UTC+01:00、UTC+02:00（夏令时）。

## 行政
阿列河畔贝赛的邮政编码为03340，INSEE市镇编码为03025。

## 政治
阿列河畔贝赛所属的省级选区为穆兰第二县。

## 人口

1962-2008年间阿列河畔贝赛人口变化图示

阿列河畔贝赛于2022年1月1日时的人口数量为1384人。